# 마이클 W. 고힌
마이클 W. 고힌 (Michael W. Goheen, 1955년 9월 23일)은 미국 플로리다 애틀랜틱 대학교(B.A.), 필라델피아의 웨스트민스터 신학교(M.A.)에서 공부하고, 네덜란드 위트레흐트 대학교에서 레슬리 뉴비긴의 선교적 교회론으로 박사 학위를 받았다. 미국 캘빈 대학교, 캐나다 트리니티 웨스턴 대학교, 리젠트 칼리지에서 가르쳤으며, 현재는 미국 애리조나 미셔널 트레이닝 센터 신학 교육 책임자, 서지 교회 네트워크 연구원, 커버넌트 신학교의 선교신학 교수다. 크레이그 바르톨로뮤와 함께 『그리스도인을 위한 서양 철학 이야기』의 이전 작품인 『성경은 드라마다』 『세계관은 이야기다』를, 알버트 월터스와 함께 『창조 타락 구속』(이상 IVP)을 집필했으며, 그 외에도 『열방에 빛을』(복있는사람), Introducing Christian Mission Today, The Church and Its Vocation(IVP 근간) 등을 썼다.

## 같이 보기
- 알버트 월터스